# Rock ’n’ Roll (album Johna Lennona)
Rock ’n’ Roll – wydany w 1975 roku album muzyczny autorstwa Johna Lennona. Zawiera on covery rockowych piosenek z lat 50. i 60. XX wieku

## Historia powstawania
Podczas, gdy John Lennon był ciągle atakowany przez amerykańskie władze w celu jego deportacji, szef wytwórni muzycznej Roulette Records - Morris Levy - oskarżył go o plagiat. W pewnym wywiadzie Lennon powiedział, że inspiracją dla jego piosenki Come Together (wydanej na albumie zespołu The Beatles Abbey Road) był utwór Chucka Berry’ego You Can't Catch Me. Zapożyczył z niego melodię oraz jedną linijkę tekstu („Here come old flat-top"). Levy, po oskarżeniu, postanowił dogadać się z Lennonem, w wyniku czego zawarto umowę. John miał na swoim następnym albumie studyjnym umieścić trzy piosenki, do których prawa autorskie posiadał Levy. Po przejrzeniu katalogu utworów Levy’ego, Lennon postanowił wydać cały album zawierający covery piosenek swoich idoli z młodzieńczych lat.
Po tym jak Lennon przeszedł w stan separacji z żoną, wraz z asystentką i kochanką, May Pang, zamieszkał w Los Angeles. Tam, z producentem Philem Spectorem, zaczął prace nad nowym albumem. Charakter obu panów zamienił sesje nagraniowe w studiach A&M Records w ciągłe imprezy, z obecnością dużej ilości alkoholu. Gdy sytuacja zaczęła przybierać groźną formę, włodarze studiów nagraniowych postanowili zakazać dalszych prac. Po tym wydarzeniu Phil zniknął wraz z całym materiałem jaki udało się do tamtego czasu nagrać, a Lennon wrócił wraz z Pang do Nowego Jorku, aby zacząć pracę nad swoim następnym albumem. Tuż przed tym jak Lennon zaczął nagrywać Walls and Bridges odnalazły się zgubione taśmy, które przysłał Spector. John postanowił jednak nie przerywać prac nad płytą i odłożył zgubę do dopracowania na później. Kiedy wydał Walls and Bridges wrócił do materiału, który nagrywał niemal rok wcześniej, odkrywając, że pijackie sesje nie przyniosły spektakularnych efektów. John najął tych samych muzyków co przy poprzednim albumie i w zaledwie kilka dni dokończył Rock ’n’ Roll.

## Wydanie
Umowa między Lennonem i Levym zawarta została po wydaniu albumu Mind Games i przewidywała, że na następnym albumie zostaną wydane trzy piosenki z katalogu Levy’ego. Ze względu na to, że na albumie Walls and Bridges została wydana tylko jedna piosenka z tegoż katalogu (Ya-Ya), był on niezadowolony i domagał się wyjaśnień. Lennon przedstawił mu sprawę ze zniknięciem nagrań i powiedział, że już pracuje nad wydaniem całego albumu. Levy otrzymał kopię nagrań, które wkrótce miały znaleźć się na Rock ’n’ Roll. Zaproponował wtedy Lennonowi układ polegający na wyminięciu kontraktu podpisanego z EMI i wydaniu płyty na własną rękę, w wytwórni Levy’ego, co dałoby im obu większe zyski. EMI i Apple oczywiście nie zgodziły się na taki krok i propozycja Morrisa została odrzucona. Wtedy postanowił on wydać album Roots, którego podstawą była kopia nagrań przekazana mu przez Lennona. Okładkę płyty zdobiła niedbała fotografia, a wydaniem zajęła się jego własna firma fonograficzna - Adam VIII.
Wydana przez EMI i Apple płyta okazała się kolejnym hitem Lennona plasując się na szóstym miejscu, zarówno brytyjskich jak i amerykańskich list przebojów (w USA płyta zdobyła status złotej). Utwór Stand by Me także okazał się niemałym sukcesem będąc na liście dwudziestu najchętniej kupowanych singli. Lennon dołączył do płyty teksty wszystkich utworów, biografie pierwotnych wykonawców, oraz swoje własne uwagi i przemyślenia dotyczące piosenek. Dłużące się prace i zamieszanie wokół sesji nagraniowych spowodowały, że płyta straciła swoją innowacyjność, dlatego że w tym samym czasie wielu innych muzyków wydawało podobne albumy.
Niedługo po tym jak wydano płytę, Yoko Ono odkryła, że jest w ciąży. Lennon nie chcąc dopuścić do utraty dziecka (po trzech wcześniejszych nieudanych ciążach Yoko), postanowił odejść od świata muzyki i show-biznesu. 9 października 1975 roku przyszedł na świat jego drugi syn - Sean Lennon. Wydarzenie to spowodowało, że aż przez pięć lat John nie nagrał żadnej nowej płyty, a nawet, jak sam mówił, nie ściągał przez ten czas gitary ze ściany.
W roku 2004 Ono nadzorowała prace nad reedycją albumu. Do nowej wersji dodano cztery bonusowe piosenki nagrane w roku 1973 z Philem Spectorem. Kilka innych utworów z sesji do Rock ’n’ Roll umieszczono także na płytach Menlove Ave. i John Lennon Anthology.

## Lista utworów

### Rock ’n’ Roll
Wszystkie utwory wyprodukowane przez Johna Lennona, poza zaznaczonymi.
| 1.  | Be-Bop-A-Lula (Tex Davis/Gene Vincent)                                                       | 2:39  |
|     |                                                                                              |       |
| 2.  | Stand by Me (Jerry Leiber/Mike Stoller/Ben E. King)                                          | 3:26  |
|     |                                                                                              |       |
| 3.  | Medley: Rip It Up/Ready Teddy (Blackwell/John Marascalco)                                    | 1:33  |
|     |                                                                                              |       |
| 4.  | You Can't Catch Me (Chuck Berry) wyprodukowana przez Phila Spectora                          | 4:51  |
|     |                                                                                              |       |
| 5.  | Ain't That a Shame (Fats Domino/Dave Bartholomew)                                            | 2:38  |
|     |                                                                                              |       |
| 6.  | Do You Wanna Dance (Bobby Freeman)                                                           | 3:15  |
|     |                                                                                              |       |
| 7.  | Sweet Little Sixteen (Chuck Berry) wyprodukowana przez Phila Spectora                        | 3:01  |
|     |                                                                                              |       |
| 8.  | Slippin' and Slidin' (Eddie Bocage/Albert Collins/Richard Wayne Penniman/James H. Smith)     | 2:16  |
|     |                                                                                              |       |
| 9.  | Peggy Sue (Jerry Allison/Norman Petty/Buddy Holly)                                           | 2:06  |
|     |                                                                                              |       |
| 10. | Medley: Bring It On Home to Me/Send Me Some Lovin' (Sam Cooke)/(John Marascalco/Lloyd Price) | 3:41  |
|     |                                                                                              |       |
| 11. | Bony Moronie (Larry Williams) wyprodukowana przez Phila Spectora                             | 3:47  |
|     |                                                                                              |       |
| 12. | Ya Ya (Lee Dorsey/Clarence Lewis/Morgan Robinson)                                            | 2:17  |
|     |                                                                                              |       |
| 13. | Just Because (Lloyd Price) wyprodukowana przez Phila Spectora                                | 4:25  |
|     |                                                                                              |       |
|     |                                                                                              | 39:55 |
|     |                                                                                              |       |

### Roots

#### Strona pierwsza
| 1. | Be-Bop-A -Lula (Tex Davis/Gene Vincent)             | 2:39  |
|    |                                                     |       |
| 2. | Ain't That A Shame (Fats Domino/Dave Bartholomew)   | 2:34  |
|    |                                                     |       |
| 3. | Stand By Me (Jerry Leiber/Mike Stoller/Ben E. King) | 3:26  |
|    |                                                     |       |
| 4. | Sweet Little Sixteen (Chuck Berry)                  | 3:01  |
|    |                                                     |       |
| 5. | Rip It Up (Blackwell/John Marascalco)               | 1:33  |
|    |                                                     |       |
| 6. | Angel Baby                                          | 3:42  |
|    |                                                     |       |
| 7. | Do You Want To Dance (Bobby Freeman)                | 3:02  |
|    |                                                     |       |
| 8. | You Can't Catch Me (Chuck Berry)                    | 4:03  |
|    |                                                     |       |
|    |                                                     | 24:00 |
|    |                                                     |       |

#### Strona druga
| 1. | Bony Moronie (Larry Williams)                                                          | 3:47  |
|    |                                                                                        |       |
| 2. | Peggy Sue (Allison/Petty/Buddy Holly)                                                  | 2:06  |
|    |                                                                                        |       |
| 3. | Bring It On Home To Me (Sam Cooke)/(John Marascalco/Lloyd Price)                       | 3:41  |
|    |                                                                                        |       |
| 4. | Slippin' & Slidin' (Eddie Bocage/Albert Collins/Richard Wayne Penniman/James H. Smith) | 2:20  |
|    |                                                                                        |       |
| 5. | Be My Baby                                                                             | 4:34  |
|    |                                                                                        |       |
| 6. | Ya Ya (Lee Dorsey/Clarence Lewis/Morgan Robinson)                                      | 2:17  |
|    |                                                                                        |       |
| 7. | Just Because (Lloyd Price)                                                             | 4:25  |
|    |                                                                                        |       |
|    |                                                                                        | 23:10 |
|    |                                                                                        |       |

## Twórcy
1. John Lennon: gitara, wokal
2. Jesse Ed Davis: gitara
3. Eddie Mottau: gitara akustyczna
4. José Feliciano: gitara akustyczna
5. Steve Cropper: gitara
6. Klaus Voormann: gitara basowa, gitara
7. Leon Russell: instr. klawiszowe
8. Ken Ascher: instr. klawiszowe
9. Jim Keltner: perkusja
10. Hal Blaine: perkusja
11. Arthur Jenkins: instr. perkusyjne
12. Nino Tempo: saksofon
13. Jeff Barry: róg
14. Barry Mann: róg
15. Bobby Keyes: róg
16. Peter Jameson: róg
17. Joseph Temperley: róg
18. Dennis Morouse: róg
19. Frank Vicari: róg